# Macroglossum jani
Macroglossum jani is een vlinder uit de familie van de pijlstaarten (Sphingidae). De wetenschappelijke naam van de soort werd in 1998 gepubliceerd door Hogenes & Treadaway.